# L'abisso (Asimov)
L'abisso (The Deep) è un racconto di fantascienza del 1952 di Isaac Asimov.
Pubblicato per la prima volta nel dicembre del 1952 sulla rivista Galaxy Science Fiction, è stato poi incluso in numerose raccolte sotto vari titoli: l'antologia di romanzi brevi Maledetti marziani (1955), Gamma anno secondo volume terzo (1966) entrambe con il titolo L'abisso, Il meglio di Asimov (1975), Tutti i racconti. Volume secondo (1992) entrambe con il titolo Profondità.
È stato pubblicato per la prima volta in Italia nella collana Urania dal numero 174 al 177 (1958) come Le grandi caverne.
È uno dei pochi racconti in cui Asimov parla di vita extraterrestre.

## Trama
Wenda è un'aliena appartenente ad un'avanzata civiltà extraterrestre chiamata "la Razza", sull'orlo del collasso a causa dello spegnimento progressivo della propria stella. Questi vivono rintanati molto al disotto della superficie planetaria, nell'Abisso, sfruttando l'energia residua proveniente dal nucleo dell'oggetto celeste. Wenda appunto è uno dei membri della colonia, un'Operaia, le cui mansioni sono delle più modeste. Il suo sogno più ardente è servire la Razza, e per questo, decide di generare un figlio, come dovere verso il proprio popolo, ma anche per interessi egoistici. Il suo discendente quindi, generato dal suo unico uovo fecondato artificialmente, riesce persino ad essere accudito da lei tramite un sotterfugio, in quanto di solito, i nascituri sono accuditi da un membro qualsiasi della colonia, non esistendo un vero e proprio senso di genitorialità.
Wenda quindi si sente strana, quasi oscena, nei confronti degli altri, in quanto prova dei sentimenti da madre per il proprio figlio Roi (il motivo egoistico per cui lo ha generato), e pensa addirittura di andare da uno psicologo per farsi curare. Gli anni passano, e Roi diventa maturo, e viene scelto per una missione fondamentale per la Razza: trasmettere il proprio pensiero ad un abitante ignaro di un altro pianeta, con campo mentale simile al suo, per guidarlo e fargli nascondere la Stazione Ricevente, oggetto altamente tecnologico in grado di teletrasportare tutti gli individui del pianeta sul nuovo mondo da colonizzare. Il motivo dell'occultazione è facile da capire se si pensa che il trasferimento verrà effettuato tramite onde elettromagnetiche, e che il pianeta da colonizzare, dista 10 anni luce.
Il nuovo mondo da conquistare è appunto la Terra, e l'individuo con il campo mentale simile a quello di Roi è un bambino di appena 4 mesi, che viaggia su di un aeroplano assieme alla propria mamma, che sta andando a trovare il padre. Iniziata la traslazione con il Risonatore, Roi si rende conto che il corpo dell'essere che possiede, non è adatto a nascondere il Ricevitore nelle 2 ore previste dal piano. Quindi è costretto ad utilizzare i propri poteri telepatici per obbligare un altro passeggero a premere il pulsante all'interno della Stazione. Questa operazione attiva la scatola nera che automaticamente si dirige al suolo, (su di una isola disabitata sottostante al velivolo), infossandosi a 6 metri di profondità.
Il piano quindi ha successo, la Razza è salva, ma il caso vuole che durante l'azione, Roi sperimenti l'amore materno della madre per il bimbo posseduto, e ritornato al suo corpo, spiega agli ingegneri della missione, che le due specie (la loro e quella umana), non sarebbero mai potuti coesistere, in quanto le loro linee di pensiero erano completamente diverse sui rapporti tra individui. Così, tornato da Wenda, finalmente si riposa. Per lei non riserverà mai sentimenti diversi da quelli che potrebbe riservare per un amico, senza sospettare minimamente che essa sia la sua vera madre.

## La Razza
Proprio come fa di solito, Asimov non descrive mai esplicitamente l'aspetto fisico degli alieni, pensando che una qualsiasi forma di vita extraterrestre, avrà una forma imparagonabile a quella di una qualsiasi forma di vita terrestre (esempi sono Questi giovani dello stesso anno e Vittoria involontaria).
La Razza ha una costituzione molto simile a quella di un formicaio, con classi sociali, ed una vita improntata al bene della comunità, non del singolo. Il pianeta che abitano è ormai quasi morto ai tempi del racconto, in quanto anche l'energia proveniente dalle rocce radioattive all'interno di questo sta per esaurirsi. Anche la stella attorno a cui gira ha ormai concluso il suo ciclo vitale e si prepara a spegnersi. Sulla superficie è presente ossigeno liquido, dalla superficie increspata solo dalle sferzate al neon provenienti dal sole.
Il racconto si apre proprio con una introduzione alle scelte che può prendere una società avanzata che sta andando incontro alla morte della propria stella. Se questa scoppia in fretta, allora non c'è quasi mai nulla da fare, ma se si spegne lentamente, allora si può porre rimedio. Si può fuggire ad esempio su altri pianeti, sia dello stesso sistema solare, più vicino al calore indebolito della stella, o addirittura su altri sistemi stellari. Per le civiltà sfortunate che però non hanno a portata di mano un altro conglomerato di roccia su cui abitare, l'unica scelta è rintanarsi sotto la superficie, resistendo il più possibile, fino al raffreddamento del nucleo. Ed è proprio questo quello che è successo alla Razza.
A 1200 km sotto terra è scavata l'unica Città del pianeta, con non molti abitanti ormai. Risalire in superficie è impensabile, e le conoscenze su di essa si sono perse nelle migliaia di generazioni successive alla fuga nel sottosuolo. L'anatomia di questi esseri è appena abbozzata: tre paia di arti, vibrisse, organi per percepire la massa e i campi elettrici che li circondano. Cervello molto sviluppato, con cui comunicano telepaticamente. Divisione in sessi, con deposizione di uova fecondabili dopo la deposizione.